# Сидоров Олексій Олексійович
Олексí́й Олексі́йович Си́доров (1 (13) червня 1891 — 30 червня 1978)  — радянський російський мистецтвознавець, бібліофіл і колекціонер. Доктор мистецтвознавства (1936). Член-кореспондент АН СРСР (1946). Заслужений діяч мистецтв РРФСР (1947).

## Біографічні дані
Народився у с. Миколаївці Курської губернії (нині Буринський район Сумської області).
Навчався в Московському університеті (1909—1913).
Викладав в МГУ (в 1916—1931 і 1942—1950; професор з 1925), Московському поліграфічному інституті (1938—1964). Працював в Музеї образотворчих мистецтв ім. О. С. Пушкіна (1916—1921 і 1927—1936).
Дослідник історії книги та графіки, творчості Ю. Нарбута, О. Шовкуненка, Т. Шевченка, В. Касіяна.